# Diccionario de la lengua española
Le Diccionario de la lengua española (littéralement : Dictionnaire de la langue espagnole) est un dictionnaire de l'espagnol édité et élaboré par la Real Academia Española (RAE), dont la première édition date de 1780 et la dernière de 2014, consultable en ligne. L'ouvrage est considéré comme l'autorité académique du castillan. Il inclut tous les mots d'usage courant en espagnol, ainsi que de nombreux archaïsmes et formes désuètes, facilitant la compréhension de l'ancienne littérature en espagnol.
Le titre officiel de toutes ses éditions depuis 1925 est « Diccionario de la lengua española » mais il est surtout connu sous le sigle DRAE (pour Diccionario de la Real Academia Española : Dictionnaire de l'Académie royale espagnole), terme si populaire parmi les Espagnols qu'il est même utilisé par la Real Academia Española. Souvent, l'Académie le nomme aussi el diccionario usual (« le dictionnaire usuel » ou « le dictionnaire d'usage »).

## 21eédition
Publiée en 1992 cette édition célébrait le cinq-centième anniversaire de la découverte de l'Amérique, mais aussi un autre cinq-centième anniversaire, celui de la première publication de la grammaire d'une langue vernaculaire romane, c'est-à-dire une langue qui n'est pas le latin. Écrit tout de même en latin, par Antonio de Nebrija, cet ouvrage de 1492 portait sur la grammaire de l'espagnol. Du fait de célébrer cette première grammaire européenne moderne et, par la découverte des Amériques, la fondation de la dite Hispanité, cette 21e édition du Diccionario fut enrichie de nombreuses nouvelles entrées en provenance de l'espagnol d'Amérique hispanique.

## 22eédition
Cette édition, de 2001, fut la première à être publiée autant en support papier qu'en support électronique sur internet, directement consultable sur le site officiel de l'Académie royale espagnole.

## 23eédition
C'est l'édition en cours d'actualité, publiée en octobre 2014 à l'occasion du tricentenaire de l'Académie royale espagnole (1714-2014). Comme l'édition antérieure elle est disponible autant en support papier qu'en support électronique sur internet. Cette édition a été, à son tour, enrichie de nouvelles entrées lexicographiques.